# Tábua
Tábua – miejscowość w Portugalii, leżąca w dystrykcie Coimbra, w regionie Centrum w podregionie Pinhal Interior Norte. Miejscowość jest siedzibą gminy o tej samej nazwie.

## Demografia
| Liczba ludności gminy Tábua (1801–2011) | Liczba ludności gminy Tábua (1801–2011) | Liczba ludności gminy Tábua (1801–2011) | Liczba ludności gminy Tábua (1801–2011) | Liczba ludności gminy Tábua (1801–2011) | Liczba ludności gminy Tábua (1801–2011) | Liczba ludności gminy Tábua (1801–2011) | Liczba ludności gminy Tábua (1801–2011) | Liczba ludności gminy Tábua (1801–2011) | Liczba ludności gminy Tábua (1801–2011) |
| --------------------------------------- | --------------------------------------- | --------------------------------------- | --------------------------------------- | --------------------------------------- | --------------------------------------- | --------------------------------------- | --------------------------------------- | --------------------------------------- | --------------------------------------- |
| 1801                                    | 1849                                    | 1900                                    | 1930                                    | 1960                                    | 1981                                    | 1991                                    | 2001                                    | 2004                                    | 2011                                    |
| 2 287                                   | 5 633                                   | 18 371                                  | 16 530                                  | 15 869                                  | 13 456                                  | 13 101                                  | 12 602                                  | 12 452                                  | 12 071                                  |

## Sołectwa
Sołectwa gminy Tábua (ludność wg stanu na 2011 r.):
- Ázere - 686 osób
- Candosa - 689 osób
- Carapinha - 402 osoby
- Covas - 1085 osób
- Covelo - 247 osób
- Espariz - 633 osoby
- Meda de Mouros - 213 osób
- Midões - 1725 osób
- Mouronho - 840 osób
- Pinheiro de Coja - 308 osób
- Póvoa de Midões - 582 osoby
- São João da Boa Vista - 453 osoby
- Sinde - 373 osoby
- Tábua - 3542 osoby
- Vila Nova de Oliveirinha - 293 osoby